# Almanach Bertrand
Almanach Bertrand é um almanaque editado pela Livraria Bertrand, de Portugal, fundada na primeira metade do século XVIII pelos irmãos Bertrand. O Almanaque Bertrand, de tiragem anual, foi publicado de 1899 (com data de publicação de 1900) até 1970 (com data de publicação de 1971), perfazendo 72 edições, regressando quarenta anos depois em 2011, continuando até aos nossos dias contendo calendários, artigos, poemas, provérbios, anedotas, caricaturas e as famosas adivinhações.
Muitas adivinhações demandavam interpretação cuidadosa do textos, além de minuciosos cálculos, como este, publicado no Almanach para 1901, mantido na grafia original:

## Problemas de Caramuel
'Os tres problemas, que em seguida publicâmos, traduzidos pelo coordenador d'este Almanach, foram inventados pelo celebre bispo hespanhol João Lobckowitz Caramuel, o qual floresceu no século XVII, entre os annos de 1606 e 1682.
Caramuel era altamente versado em mathematicas, e tão predilectos lhe foram sempre estes estudos, que as proprias questões theologicas era pelas mathematicas, que intentava demonstral-as e resolvel-as.
Foram elles propostos pelo seu auctor n'um certamen mathematico.
- 1º problema

Um dia, perguntava Diodóro

Embaixador do principe do Egypto,

Que edade tinha o Macedonio invicto?

E logo, Artemidóro

Lhe responde engenhoso:

Tem só dois annos mais o bellicoso

Rei, que o seu predilecto Ephestião,

Cujo pae, quatro mais que os dos contava.

Quando o pae d'Alexandra ennumerava,

(Elle, o Nestor dos reis),

-No percurso d'Apollo fugitivo,-

Gyros noventa e seis.

Tinha a somma dos tres, e estava vivo!

- 2º problema

Hercules, um dia, visitou Augeu,

Rei opulento, como mais ninguem,

E a si proprio, na mente, prometteu

De lhe roubar as vaccas, cem a cem.

Começa a perguntar-lhe, com cuidado,

O número, e as pastagens do seu gado:

Eu cá, responde o velho á boa fé,

Não tenho a conta certa aqui presente,

Mas já vou responder, e brevemente:

Do Alfeu pelas campinas, mesmo ao pé,

Orladas d'ouro, em fundos d'esmeralda,

Do meu gado, metade anda pastando.

Anda, d'elle um oitavo, junto á falda

do monte de Saturno, o velho deus

Com seus longos bramidos atroando.

E na linha, onde a terra une aos ceus,

Descubro a parte decima-segunda,

Que, por sua braveza desusada,

Nos campos, que o Alfeu já não fecunda,

Precisa andar das outras apartada.

A vigesima parte, mansa e lenta,

Na Elida segura se apascenta;

E na Arcadia a trigesima demora.

Cinquenta, feita a conta, inda me ficam.

Quem fizer o que os calculos lhe indicam,

Póde a conta total saber agora.

Mover a clava, porém não a penna,

Era o saber do filho d'alcmena.

Hercules ficou sem perceber, portanto,

O que ao principio desejava tanto.

Mas o leitor, que é muito mais esperto,

Descubra o que deixâmos encoberto.

- 3º problema

Entre liquida prata,

Descobri não sei quantas Galatheas,

E, mais longe, no ponto onde remata

A selva escura, um côro de Napêas:

Thétis a todas com amor retrata;

Mas formosas aquellas, estas feias,

Na especie deseguaes, ou tanto monta,

Eram, também, deseguaes na conta.

Não podendo contal-as,

Apóllo consultei, que ali vivia,

E c'rôas e collares, para ornal-as,

De perlas desatadas lhes tecia.

E o deus intonso, para mais honral-as,

Não me quis ensinar o que sabia.

Porém, ao som das vagas indiferentes,

Estas palavras disse, tão sómente:

Se deixam seus crystaes,

Tres nymphas bellas, que á floresta chama

Uma filha dos deuses immortaes

De rosas adornada e não de escama,

Todas, na conta, ficarão eguaes;

Porém, se vendo que Tritão as ama,

Para as ondas partirem tres Napêas,

O dobro ficará de Galathêas. 

Estes problemas matemáticos foram publicados na Edição para 1901, mantidos aqui na grafia original.

## Aspiração
Quando se ama, um desejo nos invade

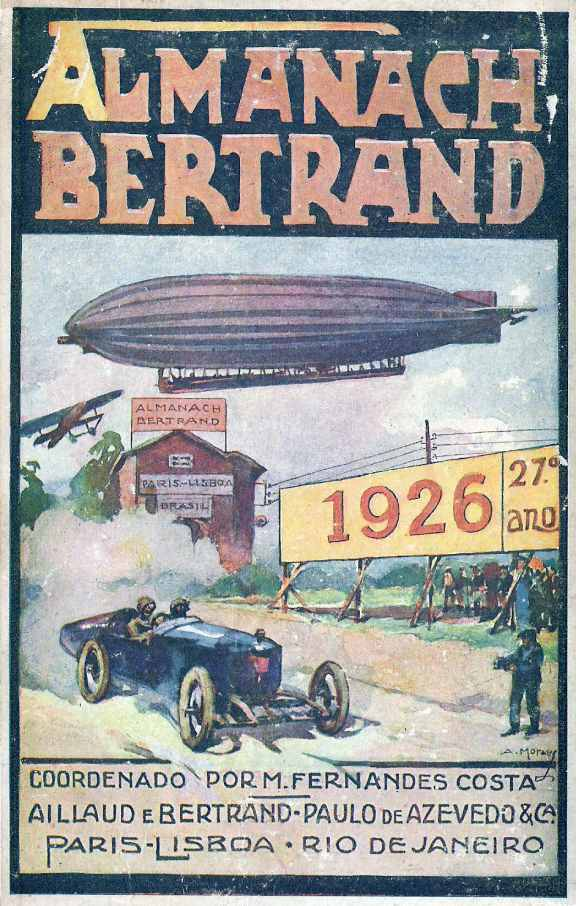
Capa do Almanach Bertrand de 1926

De encontrar a expressão, o verbo, o grito

Com que tudo que ha na alma seja dito

Num clamor que transponha a imensidade

O coração, num vôo de anciedade,

Para exprimir o que tem dentro escripto

Busca o sentido exacto do Infinito

E moldes em que attinja a Eternidade.

Porém a voz, exangue e amortecida,

Em silencios que vão além da Vida,

Queda-se inerte no seu próprio sêr.

E, murmurando apenas sons banais,

Nós sentimos que é sempre muito mais

Aquillo que nos fica por dizer.

Oliva Guerra
Este poema romântico está na Edição para 1929, mantida aqui a grafia original 

## Forma original de saber as horas certas
Os índios das florestas do Brasil que, na sua grande maioria, desconhecem absolutamente o que seja um relógio, podem, no entanto, a qualquer momento do dia, saber as horas que são.
Às 6 horas precisas da manhã o omupac, inseto gigante do Amazonas, produz, batendo com as asas contra o tronco das árvores, um ruído como de castanholas e que dura exatamente três minutos, emudecendo depois até às 6 horas do dia seguinte.
Às 10 horas, pontualmente, os macacos gritam e ao meio-dia exato o tucano intervém no concerto, com a sua voz grave.
O tapir sai todos os dias para a caça às 15 horas precisas e o urso formigueiro não procura os ninhos das térmitas enquanto não são 17 horas.
A ave viuvinha solta, todas as tardes, sete gritos angustiosos, os únicos que solta em todo o dia, pontualissimamente às 19 horas.
Mas, segundo dizem os índios, ainda o mais prático é domesticar o camaleão. Nos olhos deste, uma mancha de cor acastanhada muda, de hora em hora, de lugar, como o ponteiro de um mostrador de relógio.
Estas curiosidades estavam na edição para 1955.